# Unger Joachim
Unger Joachim Jacob (Homonna, 1826. november 25. – Iglau [ma: Jihlava, Csehország], 1912. október 12.) magyarországi származású cseh rabbi. Szülővárosa jesiváján és a berlini egyetemen tanult, és ott filozófiai doktorátust szerzett, majd 1860-tól kezdve Iglauban volt főrabbi. 
Számos tanulmányán kívül fontosabb művei: 
- Hebräische Philologie und biblische Exegese (1864, a Mannheimer-Albumban);
- Bemerkungen über die phönizischen Opfertafeln von Marseille und Carthago (a Deutsche Morgenländische Gesellschaft XXIV. kötetében);
- Die Judenfrage in Preussen (1874);
- Patriotische Cazual-Reden (1881 és 1899);
- Dichtungen (1885);
- Fest- und Sabbath-Predicten (1903).